# Franz Brandstäter

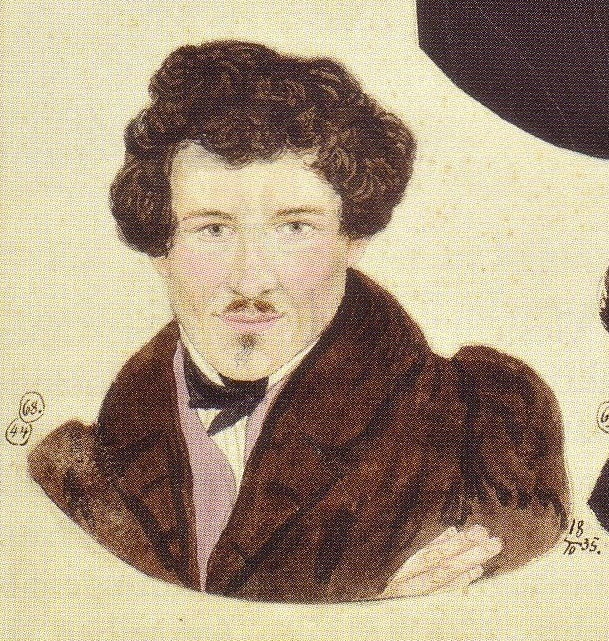
Franz Brandstäter

Franz August Brandstäter (* 12. August 1815 in Memel; † 31. Januar 1883 in Danzig) war ein deutscher Gymnasiallehrer.

## Leben
Als Sohn mittelloser Eltern besuchte Brandstäter in Memel die höhere Bürgerschule. Vom Königsberger Konsistorial- und Schulrat Gustav Friedrich Dinter empfohlen, wurde er nach der Aufnahmeprüfung zum Collegium Fridericianum vom Königsberger Verein für Wissenschaft und Kunst gefördert. Nachdem er die Reifeprüfung bestanden hatte, studierte er ab 1833 Philologie und Geschichte an der Albertus-Universität Königsberg, u. a. bei Christian August Lobeck, Wilhelm Drumann, Friedrich Wilhelm Schubert und Karl Rosenkranz. Er wurde Mitglied und ausgezeichneter Senior des Corps Masovia. 1837 wurde er zum Dr. phil. promoviert. Wilhelm Schmiedeberg verewigte ihn in seinen Blättern der Erinnerung. Für seine öffentliche Rede zu Kants Verdiensten um die Naturwissenschaften erhielt Brandstäter 1836 den Preis der Gedächtnisfeier Kants. Nach dem Probejahr am Kneiphöfschen Gymnasium kam er 1838 an das Akademische Gymnasium Danzig. Er unterrichtete Griechisch und Latein in den mittleren und Französisch in den oberen Klassen. Er schrieb über französische und griechische Grammatik, Ätolien, Polybios, Schillers Lyrik, Danzig und die Weichsel.

## Werke (Auswahl)
- Die Weichsel. Historisch, topographisch, malerisch unter Mitwirkung einer Anzahl von kundigen Männern beschrieben. Marienwerder 1855 (Digitalisat)
- Wo erlitt der h. Adalbert den Märtyrertod? Altpreußische Monatsschrift,  Band 1, Königsberg 1864, S. 141–154, S. 235–257 und S. 329–340.